# Кубок Чехії з футболу 2000—2001
Кубок Чехії з футболу 2000–2001 — 8-й розіграш кубкового футбольного турніру в Чехії. Титул вдруге здобула Вікторія Жижков.

## Календар
| Раунд            | Дата                      | Матчі | Клуби     |
| ---------------- | ------------------------- | ----- | --------- |
| Попередній раунд |                           | 13    | 125 → 112 |
| Перший раунд     |                           | 48    | 112 → 64  |
| 1/32 фіналу      | 25 липня - 30 серпня 2000 | 32    | 64 → 32   |
| 1/16 фіналу      | 5 вересня - 3 жовтня 2000 | 16    | 32 → 16   |
| 1/8 фіналу       | 20-25 березня 2001        | 8     | 16 → 8    |
| 1/4 фіналу       | 10-12 квітня 2001         | 4     | 8 → 4     |
| 1/2 фіналу       | 1-2 травня 2001           | 2     | 4 → 2     |
| Фінал            | 28 травня 2001            | 1     | 2 → 1     |

## 1/16 фіналу
| Команда 1                  | Рахунок      | Команда 2             |
| -------------------------- | ------------ | --------------------- |
| 5 вересня 2000             |              |                       |
| Раковнік                   | 1:3          | Тепліце               |
| Опава                      | 1:1 пен. 4:3 | Простейов             |
| Доста Бистрц               | 0:2          | Слован (Ліберець)     |
| Кромержиж                  | 1:7          | Вікторія Жижков       |
| Куновіце                   | 1:2          | Яблонець              |
| Височина (Їглава)          | 2:2 пен. 2:3 | Ставо Артікель (Брно) |
| Фотбал Тржинець            | 1:2          | СК Чеське Будейовіце  |
| Спарта Крч                 | 0:0 пен. 4:5 | Хмел (Блшани)         |
| Ксаверов (Горні Почерніце) | 0:1          | Маріла (Пржибрам)     |
| Вратимов                   | 2:3          | Синот (Старе Место)   |
| 6 вересня 2000             |              |                       |
| МУС Мост                   | 1:3          | Спарта (Прага)        |
| Хомутов                    | 3:1          | Вікторія (Пльзень)    |
| Пардубиці                  | 0:0 пен. 4:5 | Богеміанс (Прага)     |
| Рефотал (Албрехтіце)       | 0:4          | Славія (Прага)        |
| 27 вересня 2000            |              |                       |
| Новий Їчин                 | 1:2          | Банік (Острава)       |
| 3 жовтня 2000              |              |                       |
| Банік (Ратішковіце)        | 1:2          | Дрновіце              |

## 1/8 фіналу
| Команда 1             | Рахунок      | Команда 2           |
| --------------------- | ------------ | ------------------- |
| 20 березня 2001       |              |                     |
| Хомутов               | 0:3          | Спарта (Прага)      |
| 24 березня 2001       |              |                     |
| Хмел (Блшани)         | 2:1          | Богеміанс (Прага)   |
| 25 березня 2001       |              |                     |
| Опава                 | 0:0 пен. 2:3 | Тепліце             |
| Вікторія Жижков       | 3:1          | Слован (Ліберець)   |
| Ставо Артікель (Брно) | 0:2          | Яблонець            |
| СК Чеське Будейовіце  | 2:2 пен. 4:2 | Дрновіце            |
| Банік (Острава)       | 3:0          | Маріла (Пржибрам)   |
| Славія (Прага)        | 5:3          | Синот (Старе Место) |

## 1/4 фіналу
| Команда 1       | Рахунок      | Команда 2            |
| --------------- | ------------ | -------------------- |
| 10 квітня 2001  |              |                      |
| Яблонець        | 1:1 пен. 1:3 | Славія (Прага)       |
| 11 квітня 2001  |              |                      |
| Хмел (Блшани)   | 3:2          | СК Чеське Будейовіце |
| Вікторія Жижков | 3:2 дч       | Тепліце              |
| 12 квітня 2001  |              |                      |
| Спарта (Прага)  | 5:3          | Банік (Острава)      |

## 1/2 фіналу
| Команда 1      | Рахунок | Команда 2       |
| -------------- | ------- | --------------- |
| 1 травня 2001  |         |                 |
| Славія (Прага) | 1:3     | Вікторія Жижков |
| 2 травня 2001  |         |                 |
| Спарта (Прага) | 2:0     | Хмел (Блшани)   |

## Фінал
| 28 травня 2001 |

| Спарта (Прага) | 1:2      | Вікторія Жижков        |
| -------------- | -------- | ---------------------- |
| Ярошик 32'     | Протокол | Страцений 14' Пікл 98' |

| Стадіон Евжена Рошицького, Прага Глядачів: 4 050 Арбітр: Мирослав Ліба |